# Paroisse de Wickham
Pour les articles homonymes, voir Wickham.
La paroisse de Wickham est à la fois une paroisse civile et un ancien district de services locaux (DSL) canadien du comté de Queens, au sud du Nouveau-Brunswick. Dans le cadre de la réforme de la gouvernance locale du 1er janvier 2023, le DSL a été annexé au nouveau village de Valley Waters.

## Toponyme
La signification du nom Wickham n'est pas connue. William Spry, qui possédait de nombreuses terres le long du fleuve Saint-Jean, était originaire de Wickham, en Angleterre. Le neveu d'Edmund Fanning, qui devint le conseiller d'Aaron Burr en 1807, s'appelait John Wickham.

## Géographie

### Hameaux et lieux-dits
La paroisse comprend les hameaux de Belyeas Cove, Carpenter, Crafts Cove, Henderson Settlement, London Settlement, MacDonalds Point, Shannon et Wickham.

## Histoire
Les rives du fleuve Saint-Jean et de la rivière Washdemoak sont colonisées à partir de 1784 par des Loyalistes. La paroisse civile est érigée en 1786. Le reste du territoire est surtout colonisé par des immigrants irlandais. Henerson Settlement est ainsi un établissement agricole fondé vers 1820 par des Irlandais du Nord. California Settlement est fondé après 1820 par des immigrants écossais. C'est aussi vraisemblablement après 1820 qu'est fondé London Settlement, par des immigrants irlandais et des néo-brunswickois.
La municipalité du comté de Queens est dissoute en 1966. La paroisse de Wickham devient un district de services locaux en 1967.

## Démographie
| 2001 | 2006 | 2011 | 2016 |
| ---- | ---- | ---- | ---- |
| 402  | 460  | 426  | 427  |

## Économie
Entreprise Central NB, membre du Réseau Entreprise, a la responsabilité du développement économique.

## Administration

### Comité consultatif
En tant que district de services locaux, Wickham est administré directement par le Ministère des Gouvernements locaux du Nouveau-Brunswick, secondé par un comité consultatif élu composé de cinq membres dont un président.

### Commission de services régionaux
La paroisse de Wickham fait partie de la Région 8, une commission de services régionaux (CSR) devant commencer officiellement ses activités le 1er janvier 2013. Contrairement aux municipalités, les DSL sont représentés au conseil par un nombre de représentants proportionnel à leur population et leur assiette fiscale. Ces représentants sont élus par les présidents des DSL mais sont nommés par le gouvernement s'il n'y a pas assez de présidents en fonction. Les services obligatoirement offerts par les CSR sont l'aménagement régional, l'aménagement local dans le cas des DSL, la gestion des déchets solides, la planification des mesures d'urgence ainsi que la collaboration en matière de services de police, la planification et le partage des coûts des infrastructures régionales de sport, de loisirs et de culture; d'autres services pourraient s'ajouter à cette liste.

### Représentation et tendances politiques
Nouveau-Brunswick: Wickham fait partie de la circonscription provinciale de Grand Lake-Gagetown, qui est représentée à l'Assemblée législative du Nouveau-Brunswick par Ross Wetmore, du Parti progressiste-conservateur. Il fut élu en 2010.
 Canada: Wickham fait partie de la circonscription électorale fédérale de Nouveau-Brunswick-Sud-Ouest, qui est représentée à la Chambre des communes du Canada par Gregory Francis Thompson, ministre des Anciens Combattants et membre du Parti conservateur. Il fut élu lors de la 40e élection fédérale, en 1988, défait en 1993 puis réélu à chaque fois depuis 1997.

## Vivre dans la paroisse de Wickham
Le DSL est inclus dans le territoire du sous-district 9 du district scolaire Francophone Sud. L'école Samuel-de-Champlain de Saint-Jean est l'établissement francophone le plus proche alors que les établissements d'enseignement supérieurs les plus proches sont dans le Grand Moncton.
Wickham possède une caserne de pompiers et l'église anglicane St. Peter's. Le détachement de la Gendarmerie royale du Canada le plus proche est à Gagetown. Le bureau de poste le plus proche est quant à lui à Cambridge-Narrows.
Les anglophones bénéficient du quotidien Telegraph-Journal, publié à Saint-Jean. Les francophones bénéficient quant à eux du quotidien L'Acadie nouvelle, publié à Caraquet et de l'hebdomadaire L'Étoile, de Dieppe.

## Culture

### Personnalités
- George Frederick Baird (1851-1899), avocat et homme politique, né à Wickham